# Power to Save the World
Power to Save the World: The Truth About Nuclear Energy (Knopf, 2007), av Gwyneth Cravens, är en introduktion till fördelarna med kärnkraft och vetenskapen bakom den. Den är skriven för lekmän som vill lära sig mer om kärnkraft, miljöaktivister som är oroliga över global uppvärmning på grund av förbränning av fossila bränslen och forskare och andra som arbetar inom kärnkraftsvärlden.

## Sammanfattning
I boken har Cravens, en skeptiker till kärnenergi som aktivt protesterade mot planen att öppna Shoreham kärnkraftverk på Long Island, New York, ett samtal om kärnkraft när han besöker vänner i Albuquerque. En av dem, Dr. Richard Anderson, en forskare vid Sandia National Laboratories, lyssnar på hennes uppfattningar om hur dödliga kärnkraftverk är och antyder försiktigt att hon inte har helt rätt genom att beskriva hur kärnkraft faktiskt fungerar. Efter ytterligare diskussioner föreslår Anderson att hon följer med honom och hans fru på en rundtur i USA där de besöker kraftverk, nationella laboratorier och kärnavfallsförvaret i Yucca Mountain.
Efter att ha intervjuat ledande forskare, ingenjörer och experter inom områdena kärnklyvning och strålning, folkhälsa, terrorismbekämpning och riskbedömning drar Cravens slutsatsen att kärnkraft är ren och säker. Genom att undersöka frågorna ur flera synvinklar och genom att undersöka dem själva, visar hennes egna observationer att kärnklyvning som kraftkälla utnyttjas ekonomiskt och rent i USA. Hon finner att i länder som Frankrike och Sverige, som båda får betydande energi från kärnkraftverk, är miljön mycket säkrare och renare än i de länder som fortsätter att få merparten av sin elektricitet från förbränning av fossila bränslen. Hon får veta att inom den globala energiindustrin – inklusive vind- och solkraft – har kärnkraften den klart lägsta antalet dödsfall per genererad terawattimme. Hon drar slutsatsen att om vi ska ta hand om kommande generationer är det ett etiskt krav att omfamna kärnenergi.